# Stránecká Zhoř
Stránecká Zhoř (in tedesco Zhorz Straneczka) è un comune ceco situato nel distretto di Žďár nad Sázavou, nella regione di Vysočina.